# Lộc Yên, Hương Khê
Lộc Yên là một xã thuộc huyện Hương Khê, tỉnh Hà Tĩnh, Việt Nam.

## Địa lý
Xã Lộc Yên nằm ở phía đông huyện Hương Khê, có vị trí địa lý:
- Phía đông giáp giáp huyện Thạch Hà
- Phía tây giáp thị trấn Hương Khê
- Phía nam giáp xã Hương Trà
- Phía bắc giáp xã Hương Giang.

Xã Lộc Yên có diện tích 104,70 km², dân số năm 2022 là 6.418 người, mật độ dân số đạt 61 người/km².
Có ba con sông: Ngàn Sâu, Rào Nại, Tiêm chảy qua địa bàn xã chia cắt địa hình thành nhiều khu vực dân cư.

## Hành chính
Xã Lộc Yên được chia thành 16 thôn: Bàu Nạy, Bình Sơn, Bình Thọ, Chờ Tràng, Đồng Giang, Hưng Bình, Hương Bình, Hương Yên, Phúc Thọ, Tân Đình, Thái Hạ, Thái Thượng, Trung Sơn, Trường Sơn, Trung Thượng, Yên Sơn.

## Lịch sử
Ngày 17 tháng 7 năm 2019, HĐND tỉnh Hà Tĩnh ban hành Nghị quyết số 157/NQ-HĐND về việc thành lập thôn Thái Yên trên cơ sở thôn Thái Thượng và thôn Yên Lập.
Ngày 18 tháng 7 năm 2024, HĐND tỉnh Hà Tĩnh ban hành Nghị quyết số 188/NQ-HĐND về việc:
- Thành lập thôn Đồng Giang trên cơ sở thôn Hương Đồng và một phần của thôn Hương Giang.
- Sáp nhập phần còn lại của thôn Hương Giang vào thôn Hưng Bình.
- Sáp nhập thôn Tân Lập vào thôn Tân Đình.
- Sáp nhập một phần của thôn Trung Thượng vào thôn Hương Thượng.

## Văn hóa
- Thiên chúa giáo: Giáo xứ Tràng Lưu.

- Ngôi đền cổ thờ ba vị danh Thần thời Lý.[5]